# Buque

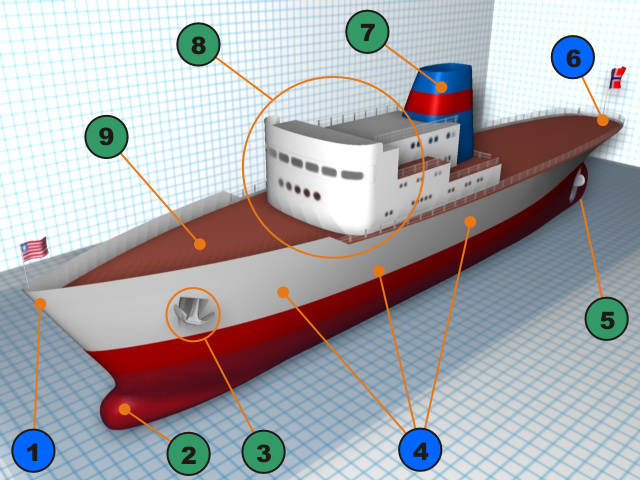
Partes básicas de una embarcación. 1. Proa. 2. Bulbo de Proa. 3. Ancla. 4 Costado de babor. 5. Hélice. 6. Popa. 7. Chimenea. 8. Superestructura. 9. Cubierta.

Buque es una embarcación para navegación marítima normalmente de tamaño superior a un barco de navegación costera y fluvial.  Las traducciones oficiales al idioma español del Reglamento Internacional para Prevenir Abordajes definen buque como toda clase de embarcaciones, incluidas las embarcaciones sin desplazamiento y los hidroaviones, utilizadas o que puedan ser utilizadas como medio de transporte sobre el agua. 
Debe reunir las siguientes condiciones: 
- Flotabilidad,
- Solidez o resistencia,
- Estanqueidad,
- Estabilidad, y
- Navegabilidad (velocidad y evolución).

En la mayor parte de los países con tradición marina los buques son bautizados en el momento de la botadura con nombres individuales, además los buques modernos pueden pertenecer a una  clase de buques, esencialmente un mismo modelo de construcción, y que se suele denominar con el nombre del primer buque de la clase.

## Historia

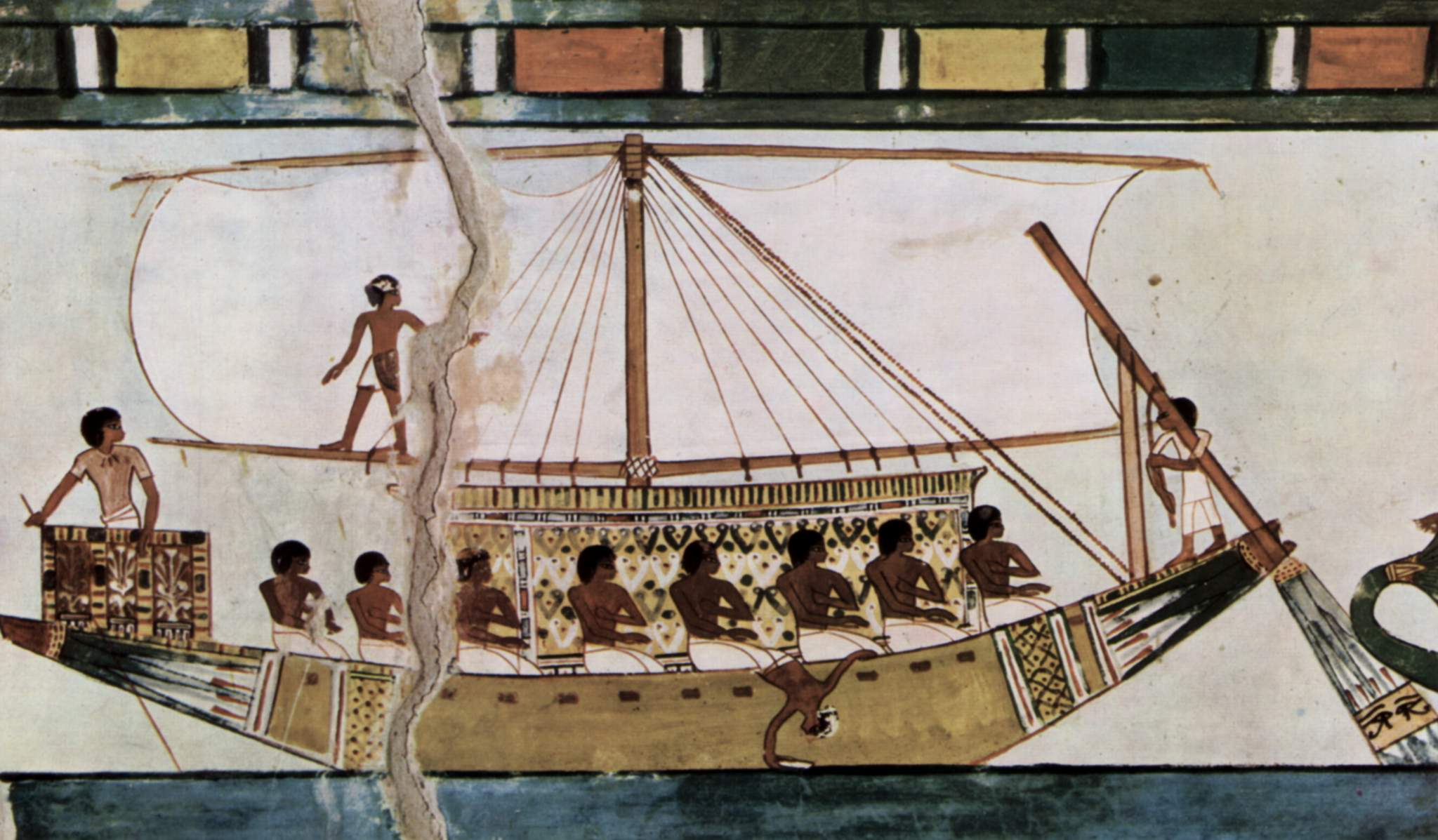
Pintura de un barco en la tumba egipcia de Menna, datada entre el 1422 y el 1411 a. C.

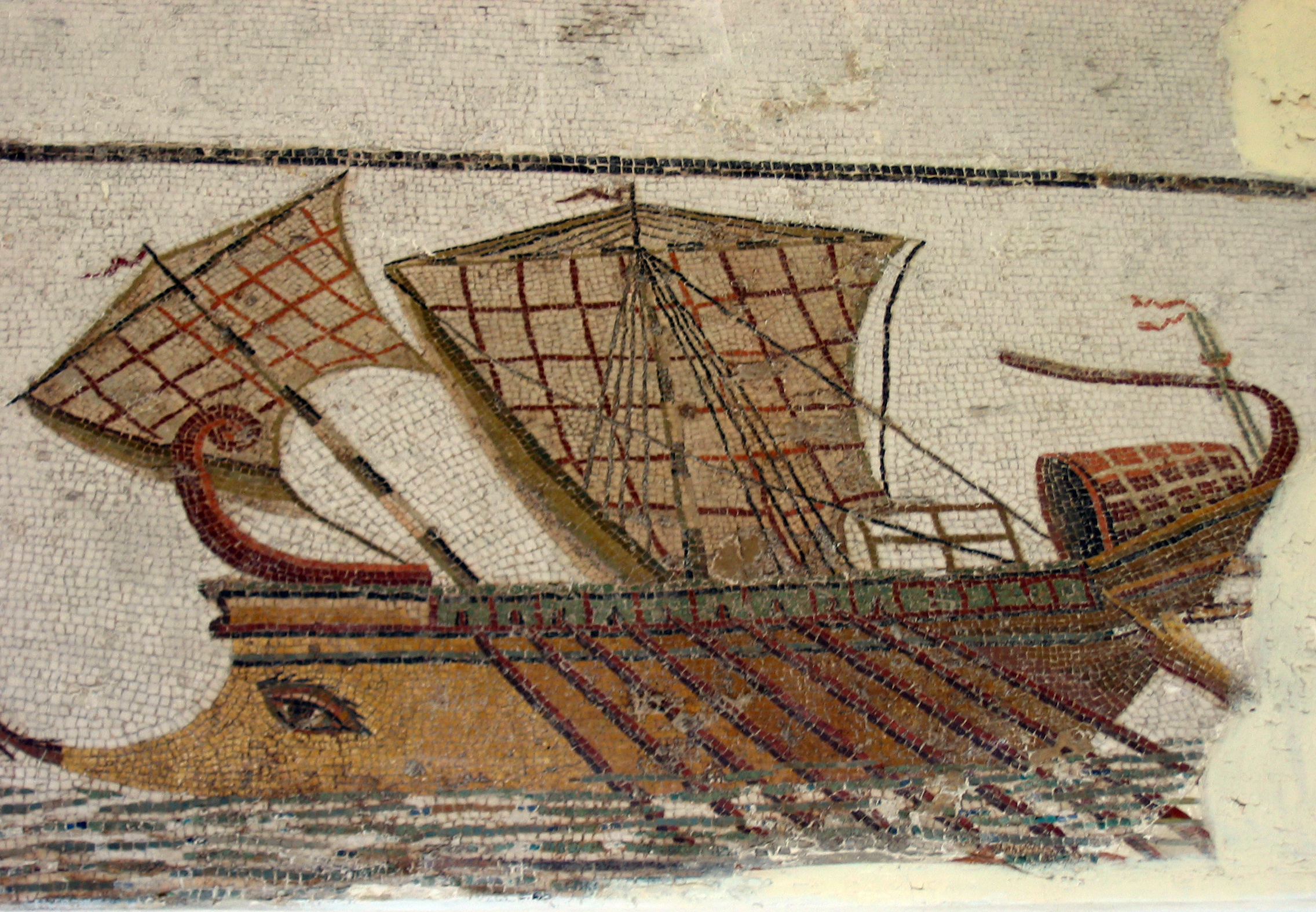
Un trirremo romano en un mosaico de Cartago, Museo del Bardo de Túnez.

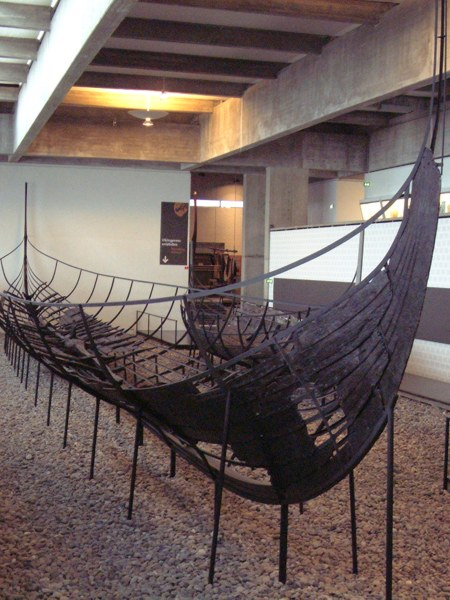
Restos del casco de un barco vikingo expuesto en el Vikingeskibsmuseet (Museo de barcos vikingos) de Roskilde.

### Prehistoria y antigüedad
La historia de los barcos es paralela a la de la humanidad. Las primeras embarcaciones conocidas se remontan al neolítico, hace unos 10.000 años. Estas primeras naves tenían una funcionalidad limitada: podían moverse sobre el agua, pero esto era todo. Eran utilizadas principalmente para la caza y pesca. Las canoas monóxiles más antiguas encontradas por los arqueólogos a menudo fueron cortadas a partir de troncos de coníferas utilizando herramientas de piedra simples.
En el año 3000 aC, en el antiguo Egipto ya conocían la técnica de engargolar planchas de madera para construir el casco de los barcos. Utilizaban tiras de tejidos para mantener juntos los tablones y papiro o hierba embutida para sellar las juntas. El historiador y geógrafo griego Agatárquidas había documentado la utilización de barcos en el Nilo por los primeros egipcios: Durante el próspero periodo del Imperio Antiguo, entre los siglos 30 y 25 aC, las fluviales del Nilo se mantuvieron en orden, y los barcos egipcios navegaban por el Mar Rojo hasta el país de la mirra. La primera referencia de un nombre dado a una embarcación es del 2613 aC y corresponde a un barco de madera de cedro del faraón de la cuarta dinastía Seneferu llamado Elogio de las dos tierras.
Los primeros navegantes empezaron a utilizar pieles de animales o tejidos como velas. Fijadas a la parte superior de un palo, estas velas ampliaron el ámbito de acción de los primeros barcos. Esto permitió a los hombres exploraciones más lejanas. Por ejemplo, hasta Oceanía hace cerca de 3.000 años.
En Asia Oriental, durante la época de la dinastía Zhou se desarrollaron tecnologías como la del timón montado en la popa, y durante la dinastía Han una flota naval muy cuidada era un elemento fundamental de su fuerza militar. Durante la dinastía Ming, en el XV, el diplomático y explorador Zheng He reunió una de las flotas más grandes y poderosas del mundo. En Corea, durante el XVI, se desarrolló el barco Tortuga, el primer barco acorazado.
Alrededor del 2000 aC, la civilización minoica de la isla de Creta se había convertido en una potencia naval y ejercía un control efectivo del mar al este del Mediterráneo. Se sabe que la antigua Nubia y el Reino de Axum comerciaban con la India, y hay pruebas que barcos procedentes del noreste de África establecieron rutas comerciales con la India, Nubia e incluso con Persia, Himyar y Roma. El Reino de Axum era conocido por los antiguos griegos para tener puertos marítimos para los barcos procedentes de Grecia y el Yemen. En otras partes del Cuerno de África, el papiro Periplo del mar Eritreo (Περίπλους τὴς Ἐρυθράς Θαλάσσης) informa que el pueblo somalí comerciaba a través de sus puertos norteños, como Zeila y Berbera con productos como el incienso y otros artículos con los habitantes de la península de Arabia mucho antes de la llegada del islam, así como con el Egipto controlado por el Imperio Romano.
Gradualmente los fenicios y los griegos se acontecieron maestros de la navegación marítima, explorando y colonizando el Mediterráneo con sus barcos trirremes. Alrededor del año 340 aC, el navegante griego Piteas, de la colonia de Masalia (el actual Marsella), se aventuró a atravesar el estrechado de Gibraltar y bordeó la costa gala hasta llegar a Gran Bretaña. En el decurso del siglo II, Roma destruyó Cartago y pasó a someter los reinos helenos del Mediterráneo oriental, de forma que consiguió un dominio completo del mar Mediterráneo, el cual denominaban Mare Nostrum, puesto que aconteció un mar interior rodeado por el territorio romano. El navegante griego Eudoxo de Cícico navegó por el Océano Índico en 118 aC. Con unos 300 barcos haciendo cada año la ruta entre el Imperio Romano y la India, el volumen de intercambios llegó a ser de 300.000 toneladas anuales.
Antes de la introducción de la brújula, el método principal de navegación en el mar fue la navegación astronómica. En la China, las primeras versiones de la brújula magnética se utilizaron en la navegación entre 1040 y 1117. La brújula marina, que utilizaba una aguja giratoria en una caja seca, se inventó en Europa en 1300.
El pueblo suajili tenía varios puertos importantes a lo largo de la costa de la África Oriental y el Gran Zimbabue, que tenían amplios contactos comerciales con África Central, y también con la costa de Kilwa.
Se sabe por los historiadores que, en su apogeo, el Imperio de Malí construyó una gran flota naval en tiempo del emperador Gongo Mūsá a finales del XIII y principios del XIV. Algunas fuentes árabes describen lo que se podría considerar como el primer viaje a América por la flota de Malí en 1311, casi 200 años antes de Colón.

### El Renacimiento
Hasta el Renacimiento, la tecnología de navegación evolucionó poco; era relativamente primitiva. Esta ausencia de avance tecnológico no impidió que algunas civilizaciones acontecieran potencias marítimas. Los ejemplos incluyen las repúblicas marítimas de Génova y Venecia, la Liga Hanseática, la marina comercial catalana y la armada romana de Oriente. Los vikingos utilizaron sus knarrs y drakars para explorar Norteamérica, para comerciar en el mar Báltico y para saquear muchas de las regiones costeras de Europa occidental.

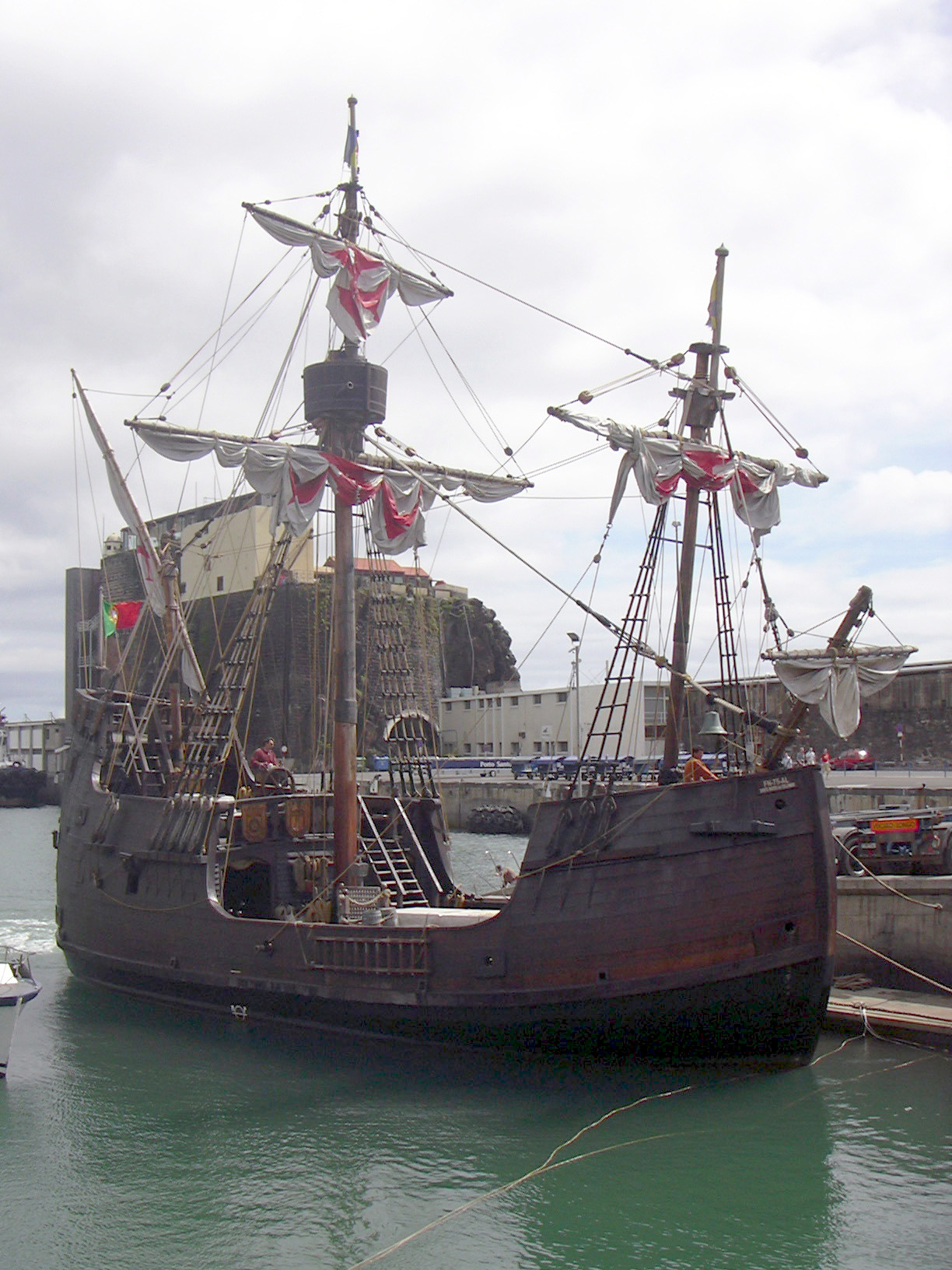
Réplica de la nao Santa María en el puerto de Funchal.

A finales del XIV, embarcaciones como la nao empezaron a incorporar torres de mando en la proa y la popa. Estas construcciones, que al principio se levantaban mucho por encima del nivel de la cubierta, comportaron una disminución de la estabilidad del barco. En el XV la carabela, que podía navegar contra el viento, se convirtió en el barco más utilizado. Este aumento de francobordo que proporcionaron las torres de mando permitió otras innovaciones como los embornales y la artillería asociada con ellos.
En el XVI se generalizó la utilización del francobordo y de los embornales con la aparición de barcos como los galeones, donde la torre de mando de proa se reduce y retrocede un poco, cosa que hace la proa más ligera y que facilita la maniobrabilidad. En 1588 los adelantos en la maniobrabilidad y en la potencia de fuego introducidos a los barcos ingleses contribuyeron de manera importante en la derrota del que los españoles denominaron Armada Invencible.
En Asia, los barcos se desarrollaron de manera paralela en Europa. En Japón utilizó técnicas de defensa naval durante la invasión mongol de 1281. Es probable que los mongoles de la época aprovecharan las técnicas de construcción naval de europeos y asiáticos. En Japón, durante el periodo Sengoku, del XV hasta el XVII, la gran lucha por la supremacía feudal se entregó, en parte, entre flotas costeras de centenares de embarcaciones, incluyendo los barcos de guerra denominados atakebune.
La nave y la carabela se desarrollaron a la península ibérica. Después de Cristóbal Colón, la exploración europea se aceleró y se establecieron muchas nuevas rutas comerciales. En 1498, Vasco da Gama demostró que se podía acceder al océano Índico desde el Atlántico a través del cabo de Buena Esperanza, llegando a la India a través de aquella ruta. Estas exploraciones al Atlántico y el Índico fueron seguidas pronto por Francia, Inglaterra y los Países Bajos, que exploraron las rutas del comercio español y portugués al océano Pacífico, llegando a Australia en 1606 y a Nueva Zelanda en 1642. En 1650, las Provincias Unidas (República neerlandesa) eran una potencia naval importante, al disponer de 16 000 barcos mercantes. En el XVII exploradores neerlandeses cómo Abel Tasman exploraron las costas de Australia, mientras que en el XVII fue el explorador inglés James Cook quién dibujó el mapa de gran parte de la Polinesia.

### Especialización y modernización

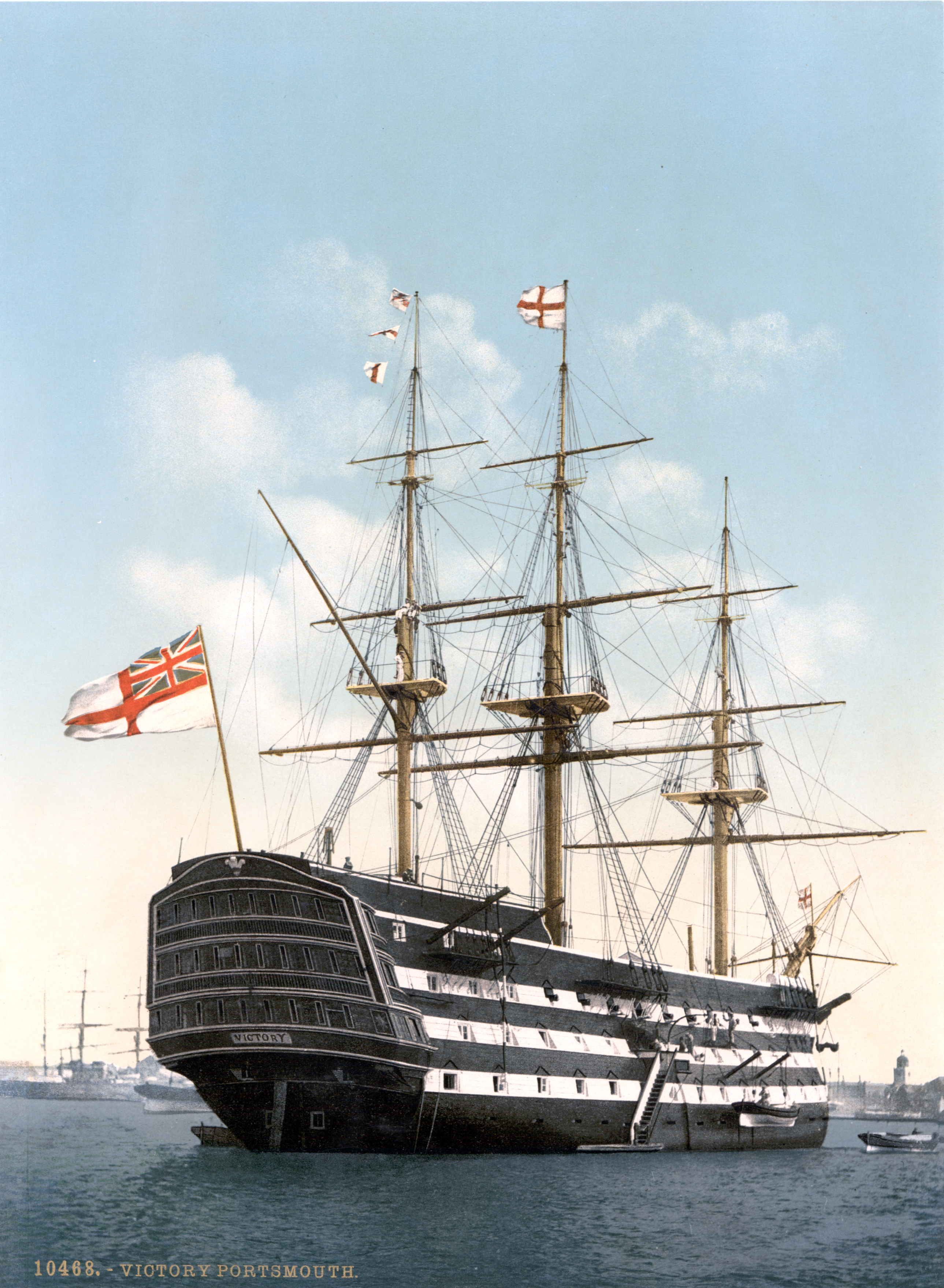
El navío de línea HMS Victory en Portsmouth en 1900.

Durante el periodo comprendido entre la antigüedad y el Renacimiento, paralelamente a los barcos de guerra, también se desarrollaron barcos para la pesca y el comercio. El comercio marítimo se vio impulsado por el desarrollo de empresas navieras con importantes recursos financieros.
Las gabarras de ríos y canales, remolcadas por animales de tiro por un camino de sirga adyacente, compitieron con el ferrocarril hasta más allá de los primeros tiempos de la Revolución Industrial. La chalana, de fondo plano y flexible y con la proa y la popa redondeadas también ha sido ampliamente utilizada para el transporte fluvial y portuario de cargas pequeñas. El desarrollo del comercio fue de la mano del progreso de las exploraciones, que se autofinanciaban con los beneficios comerciales que reportaban.
Durante la primera mitad del XVIII, la Marina francesa empezó a desarrollar un nuevo tipo de barco, conocido como navío de línea, dotado con setenta y cuatro cañones. Este tipo de barco se convirtió en el elemento principal de todas las flotas de guerra europeas. Estas naves hacían 56 metros de longitud, traían una tripulación de unos 800 marineros y soldados y su construcción requería 2 800 robles y 40 kilómetros de cuerda.
Durante el XIX, la Royal Navy hizo cumplir la prohibición del comercio de esclavos, reprimió la piratería, y continuó ampliando el mapa del mundo. El clíper fue un velero muy rápido del XIX. Sólo cayó en desuso como embarcación comercial con la introducción del barco de vapor y la apertura de los canales de Suez y de Panamá.
El diseño de los barcos se mantuvo sin cambios importantes hasta finales del XIX. La revolución industrial, nuevos métodos de propulsión mecánica, y la capacidad de construir en metal provocó una explosión en el diseño de los barcos. Factores como por ejemplo la búsqueda de barcos más eficientes, el fin de los largos y costosos conflictos marítimos y el aumento de la capacidad financiera de las potencias industriales crearon un alud de nuevas embarcaciones especializadas. Se empezaron a construir barcos para funciones completamente nuevas como la extinción de incendios, el rescate o la investigación.
En vista de todo esto, la clasificación de los barcos según su naturaleza o función puede ser difícil. Incluso el uso de las clasificaciones funcionales muy amplias, como por ejemplo la pesca, el comercio, usos militares o la exploración no sería adecuada para clasificar la mayoría de los barcos antiguos. Esta dificultad se incrementa porque los términos se aplican tanto a barcos antiguos como modelos nuevos, y a menudo los barcos modernos tienen poco en común con sus predecesores.
En 2017 se creó el primer barco que funciona con un motor eléctrico. Era un barco de transporte de mercancías chino que podía viajar 50 millas marinas a ocho millas por hora consumiendo la batería. La emprendida inventora fue la Compañía Internacional de Barcos de Guangzhou.

## Nomenclatura del buque

### Dimensiones
- Arqueo: es la medida convencional de la capacidad o volumen interno del buque. Se mide en toneladas Moorson, toneladas de arqueo bruto (GT) o toneladas de arqueo neto (NT), según el caso.
- Calado: es la inmersión del buque en el agua. Se mide a partir de la línea de construcción, que es la intersección del plano longitudinal con la cara superior de la quilla hasta la línea de flotación.
- Eslora: es la longitud del buque medida en el plano longitudinal. Existe la eslora máxima y la eslora entre perpendiculares.
- Manga: es el ancho del buque medido en el plano de la cuaderna maestra.
- Puntal: es la altura del buque medida sobre la perpendicular media, desde el borde inferior de la quilla hasta la cubierta principal.
- Desplazamiento: es el peso de un buque, es decir, el peso del volumen de agua que desaloja y está dado por:

| Símbolo                 | Nombre                            | Valor | Unidad   | Observación         |
| ----------------------- | --------------------------------- | ----- | -------- | ------------------- |
|                         | Volumen desplazado                | 5     |          |                     |
| {\displaystyle \Delta } | Desplazamiento                    |       | ton      |                     |
| {\displaystyle \rho }   | Densidad del líquido en que flota | 1,025 | ton / m3 | Para el agua de mar |
| {\displaystyle \rho }   | Densidad del líquido en que flota | 1,000 | ton / m3 | Para el agua dulce  |

Por tanto un buque que pase del agua del mar al agua dulce aumentará de calado, ya que la densidad del agua disminuye.

### Lados
- Proa: parte delantera.
- Popa: parte trasera.
- Estribor: lado derecho mirando de popa hacia proa.
- Babor: lado izquierdo mirando de popa hacia proa del buque.

### Partes
- Alcázar: la superestructura que se encuentra en la popa.
- Bodega: espacio interior de una nave, bajo la cubierta principal.
- Castillo: es la superestructura de proa.
- Combés: es la superestructura que se encuentra en el centro del buque.

- Sentina: zona más baja de la bodega donde llegan las aguas que puedan haber penetrado en ella.

### Estructura
- Baos: son piezas transversales que complementan las cuadernas y sirven para sostener a las cubiertas.
- Cuadernas: son las piezas curvas que se afirman a la quilla en forma perpendicular a esta. Sirven para dar forma al buque y sostener los forros.
- Cuaderna maestra: es la sección vertical transversal del casco de área máxima.
- Puntales: son los refuerzos de los baos en sentido vertical.
- Quilla: pieza longitudinal que corre de proa a popa en la parte más baja del buque, sirviendo de ligazón entre las cuadernas.
- Roda y codaste: piezas fundidas que en prolongación de la quilla forman los extremos del buque a proa y a popa respectivamente.

### Casco
Un buque para poder navegar debe poseer flotabilidad lo cual exige que su estructura sea impermeable al agua y resistente para soportar los esfuerzos a que estará sometida, lo que le proporciona esta impermeabilidad y resistencia es la calidad y forma de su casco.
- Calafatear: es la operación de impermeabilizar o hacer estanco el casco para evitar que entre agua y se hunda la embarcación.

- Casco: es el envoltorio impermeable de la nave. Debe tener una forma tal que favorezca su velocidad y le proporcione las mejores cualidades marineras para la navegación. La proa es la parte anterior del casco y la popa la parte posterior. Estribor y babor son respectivamente, las partes derecha e izquierda del buque suponiendo al observador mirando hacia la proa.
- Coferdams: empleados en los buques de guerra. Son especies de largos cajones que protegen el casco en caso de una vía de agua.
- Doble fondo: consiste en colocar un segundo forro interior entre las cuadernas, dividiendo en celdas el fondo de la nave.
- Escobenes: agujeros practicados en la roda que permiten el paso de la cadena del ancla.
- Forro exterior: es la parte exterior del casco, formado por tablones o planchas, según el buque sea de madera o hierro.
- Línea de flotación: intersección del plano de nivel libre del agua con la superficie exterior del casco.
- Obra viva: es la parte sumergida del casco.
- Obra muerta: es la parte emergente del casco y cuyas superficies laterales se llaman costados.

### Cubierta
- Brazola: brocal que rodea a la escotilla para impedir la caída de agua y objetos al interior del buque.

- Cubiertas: son las superficies horizontales que dividen el interior del buque en el sentido de su altura.

- Escotilla: aberturas practicadas en las cubiertas, que sirven para comunicarlas y dar paso a la luz y al aire.
- Fogonaduras: son las aberturas de las cubiertas por donde atraviesan los palos.
- Mamparos: longitudinales o transversales, subdividen el casco en varios compartimientos, aumentando su rigidez y resistencia.
- Mamparo estanco: aquellos que se cierran herméticamente, mediante puertas estancas, que impiden que el agua se comunique entre ellos en caso de avería.

### Equipo
- Ancla: elemento que, lanzado al fondo del mar, se agarra en él gracias a sus uñas, manteniendo la nave fija en su lugar de fondeo.
- Cabrestante: maquinaria que sirve para izar la cadena del ancla y trabajar con los cabos de a bordo. Ejerce grandes esfuerzos.
- Bita: columnas de hierro firmes a la cubierta donde se toman vuelta los cabos, alambres y cadenas que se utilizan a bordo.

## Buques de guerra y buques mercantes

### Buques de guerra

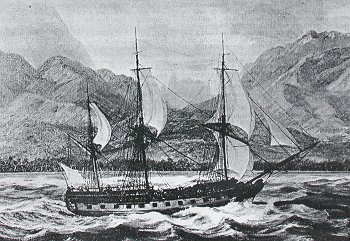
Fragata francesa del.

Un buque de guerra tiene cuatro características principales: armamento, protección, velocidad y autonomía las que son entre sí antagónicas. Definidas estas características se obtiene el desplazamiento del buque determinado.
1. Armamento: se requiere máximo campo de tiro y artillería aislada entre sí.
2. Protección: agrupación del armamento y limitar la eslora para reducir el peso de la coraza y blanco que presenta al enemigo.
3. Velocidad: formas alargadas.
4. Autonomía: radio de acción, que es la máxima distancia que la nave puede navegar a velocidad económica. Para ello es importante la máquina y el combustible que empleará.

Los buques de guerra deben poseer capacidad ofensiva, capacidad defensiva y movilidad. Estas capacidades las obtienen por la cantidad y calibre de sus cañones y por el número de torpedos que podían lanzar, pero tras la Segunda Guerra Mundial, el cañón y los torpedos fueron reemplazados por misiles teledirigidos, superficie-superficie y superficie-aire y la incorporación de helicópteros con misiles aire-superficie. A comienzos del siglo XXI el alcance de algunos misiles SU-SU era sobre los 120 km y los misiles antiaéreos SU-AI sobre los 40 km.
La capacidad defensiva estaba dada por el espesor de las corazas, pero tras la Segunda Guerra Mundial esta fue siendo traspasada a la capacidad de detección de los misiles atacantes y la destrucción de estos en el aire.
La velocidad tiene altísima importancia en los buques de guerra, al igual que lo sucedido con el armamento y las corazas, las naves del siglo XXI poseen turbinas a gas muy eficientes mediante las cuales las naves alcanzan velocidades de hasta 30 nudos, también como ya se mencionó existen naves con propulsión nuclear, especialmente submarinos y portaaviones.
A comienzos del siglo XXI los portaaviones y su aviación embarcada son el sistema de armas más importante de las grandes marinas de guerra. Estas tremendas naves nunca operan solas pues son el núcleo de un grupo de batalla compuesto por cruceros, destructores, fragatas y submarinos que custodian al portaaviones.

### Buques mercantes

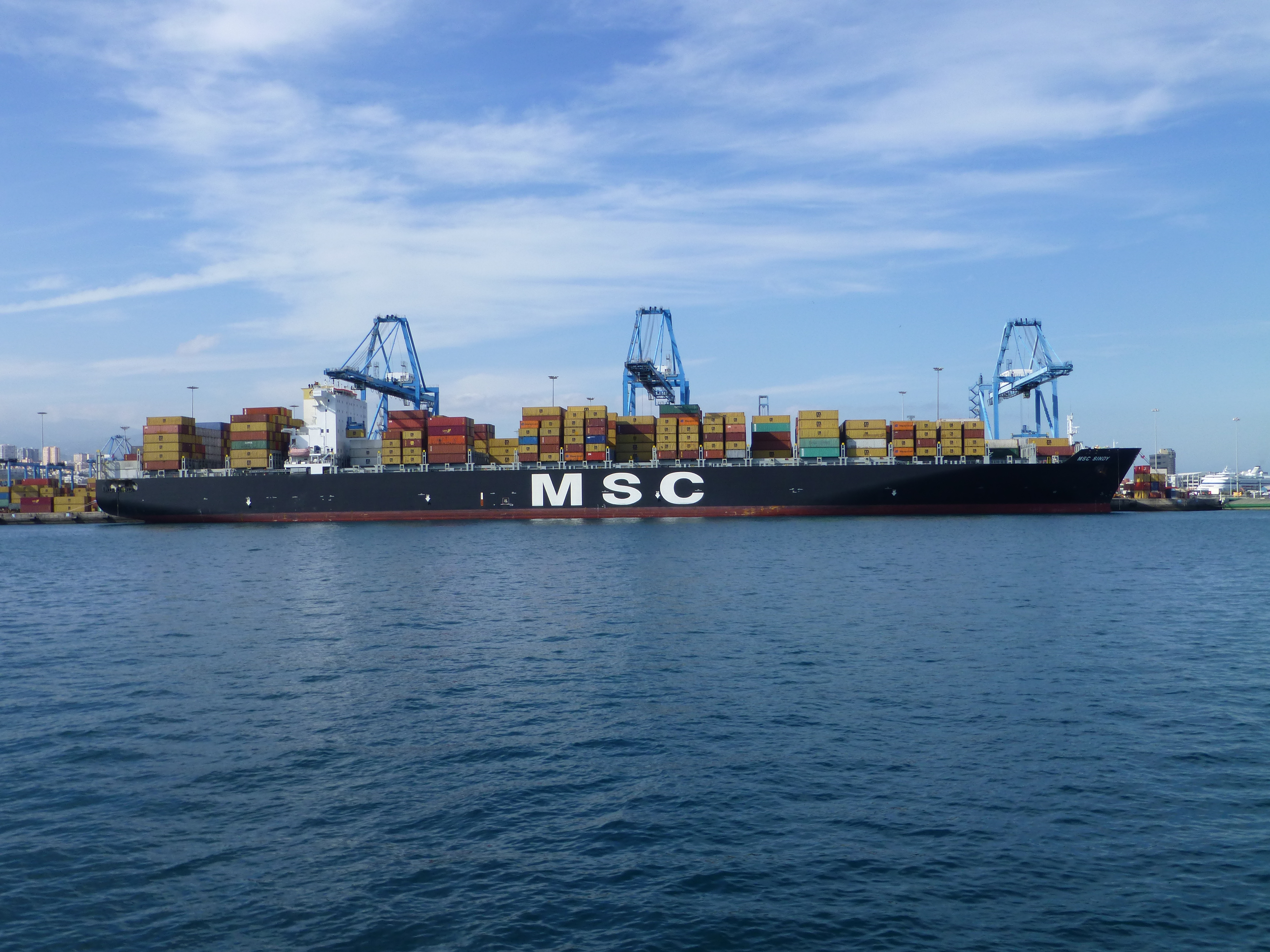
Buque portacontenedores MSC Sindy, en el Puerto de La Luz.

En 1939, antes de la Segunda Guerra Mundial, la flota mercante mundial había alcanzado los 70 millones de toneladas, después de esta, en 1950 había aumentado a 80 millones de toneladas y ha seguido aumentando constantemente.
Las causas de este incremento se deben a la expansión de la economía mundial, a la mayor demanda de productos entre las naciones, intercambio que requiere cada vez de más naves mercantes en las que transportar las mercancías. Estas naves se han tenido que adaptar a viajes más largos y al transporte de mayores cargas.
Entre estas cargas especiales sobresale el petróleo por el gran volumen que se transporta a nivel mundial. 
Como ejemplo de esta necesidad tenemos el caso del super petrolero “Seawise Giant”, también llamado “Happy Giant”, “Jahare Viking” y “Knock Nevis” que fue el buque más grande construido en el siglo XX. Encargó su construcción un magnate griego que no lo pudo terminar por problemas financieros; luego, fue adquirido por el magnate naviero de Hong Kong, T. C. Tung. Sus características son las siguientes: eslora: 458,4 m, mnga: 68,9 m, desplazamiento: 260 851 t, desarrolla una velocidad de crucero de 15 nudos.
En 1986, durante la guerra Irán-Irak fue atacado por la aviación iraquí y hundido mediante misiles exocet. Reflotado fue puesto nuevamente en servicio. 
Los buques mercantes se clasifican de acuerdo con el tipo de carga que transportan. Así, se diferencian naves para carga seca, graneleros, carga general, cisterna, frigoríficos y, tras la gran revolución de los contenedores, buques portacontenedores. 
También en las naves mercantes apareció la propulsión nuclear, el "Savannah" estadounidense que entró en servicio en septiembre de 1962 fue el primero de esta clase.
La nacionalidad depende del pabellón que enarbolen, además la nave debe tener un nombre debidamente registrado. Los buques mercantes están inscritos en un registro de naves mercantes que lleva la autoridad competente de cada país. Para que una nave mercante se haga a la mar necesita que un estado soberano la reconozca y le permita izar su pabellón.

## Los buques en el Reglamento Internacional para Prevenir Abordajes (RIPA)
- Buque de propulsión mecánica: todo buque movido por una máquina.
- Buque a vela: todo buque navegando a vela siempre que su maquinaria propulsora, caso de llevarla, no se esté utilizando.
- Buque dedicado a la pesca: todo buque que esté pescando con redes, líneas, aparejos de arrastre u otros artes de pesca que restrinja su maniobrabilidad; esta expresión no incluye a los buques que pesquen con curricán u otro arte de pesca que no restrinja su maniobrabilidad.
- Buque sin gobierno: buque que por cualquier circunstancia excepcional es incapaz de maniobrar en la forma exigida por este Reglamento y, por consiguiente, no puede apartarse de la derrota de otro buque.
- Buque con capacidad de maniobra restringida: buque que, debido a la naturaleza de su trabajo, tiene reducida su capacidad para maniobrar en la forma exigida por este Reglamento y, por consiguiente, no puede apartarse de la derrota de otro buque. Se considerará que tienen restringida su capacidad de maniobra los buques siguientes:
  - Buques dedicados a colocar, reparar o recoger marcas de navegación, cables o conductos submarinos.
  - Buques dedicados a dragados, trabajos hidrográficos, oceanográficos u operaciones submarinas.
  - Buques en navegación que estén haciendo combustible o transbordando carga, provisiones o personas.
  - Buques dedicados al lanzamiento o recuperación de aeronaves.
  - Buques dedicados a operaciones de dragado de minas.
  - Buques dedicados a operaciones de remolque que por su naturaleza restrinjan fuertemente al buque remolcador y su remolque en su capacidad para apartarse de su derrota.
- Buque restringido por su calado: buque de propulsión mecánica que, por razón de su calado en relación con la profundidad disponible de agua, tiene muy restringida su capacidad de apartarse de la derrota que está siguiendo.
- Buque en navegación: buque que no esté ni fondeado, ni amarrado a tierra, ni varado.

## Otros buques

### Por su construcción
- Buque de hierro: aquel, en cuya construcción se reemplaza la madera con el hierro en todo o en gran parte.
- Buque revirado: el que no tiene simétricos sus costados por haberle dado en la construcción la carena mayor arqueo a las ligazones de una banda que a las de la opuesta.
- Buque en rosca: el que está solo en casco, acabado de construir.

### Por su navegación
- Buque de buen gobierno: el que gobierna bien, es decir, que obedece prontamente al timón.
- Buque duro: el que a causa de su mucha manga, aguanta sin tumbar grandes esfuerzos del viento.
- Buque ligero: la embarcación fina y de buenos pies que obedece prontamente al timón.
- Buque flojo de mura: el que no tiene la suficiente para resistir por esta parte a la mar y al viento.
- Buque falso o celoso: el que tumba demasiado con poca causa y no presta seguridad yendo a la vela.
- Buque duro al timón: el que obedece con dificultad a la impresión que debería hacerle el timón.
- Buque duro a la vela: el de mucho aguante.
- Buque duro a la quilla: el que opone gran resistencia para tumbar sobre los aparejos, cuando se le da de quilla.
- Buque marinero: el que tanto en calado como en aparejo se halla dispuesto de la manera más a propósito para navegar.
- Buque pesado: el que anda poco y obedece con dificultad al timón.
- Buque roncero: el barco pesado que ciñe mal y cae siempre a sotavento.
- Buque tormentoso: el que con mal tiempo cabecea y trabaja mucho por el aparejo a causa de su mala construcción, de tener mal hecha la estiba o mal dispuesta la arboladura.

### Por su forma
- Buque abierto de bocas: el que desde cierta altura sobre la lumbre del agua tiene los costados lanzados hacia fuera.
- Buque cerrado de bocas: el que desde cierta altura sobre la lumbre del agua tiene los costados metidos o recogidos para adentro.
- Buque de costado a pique: el que tiene verticales los costados desde la línea de agua para arriba.
- Buque de dos rodas: el que tiene la popa como la proa a modo de pingue es decir, buque de dos proas.
- Buque de estrepada: el de mucha quilla o eslora.
- Buque de media garra: el muy alto de rasel y que cargado no mete las aletas en el agua, por estar altas y tener chica la popa.
- Buque de mucha cuaderna: lo mismo que de mucha manga.
- Buque de mucha guinda: el que tiene muy alta la arboladura.
- Buque de muchos delgados: el que tiene el casco muy fino en la parte sumergida.
- Buque de muchos llenos: el de proa ancha y amuras macizas y prominentes.
- Buque de pozo: el que no tiene cubierta sobre la de la batería, de suerte que desde esta a la borda no media otra obra alguna. En lo antiguo, se daba este nombre al que no tenía la cubierta corrida.
- Buque de puente: el que tiene batería corrida debajo de cubierta.
- Buque de puente a la oreja: el que tiene corrida la última cubierta. También toma este título el que tiene formado puente de enjaretado forrado de tablas.
- Buque de toldilla:

### Por su propulsión
- Buque de hélice: el buque cuya locomoción se efectúa por medio del aparato o mecanismo llamado hélice.
- Buque de vapor. Véase Barco de vapor
- Buque mixto: aun cuando son buques mixtos todos los que hacen uso de máquina y aparejo, se entiende generalmente bajo este nombre los buques de hélice.
- Buque sobresaliente en vela: lo mismo que velero, ligero, andador.
- Buque velero: la embarcación de vela que anda muchísimo.

### Por su velamen
- Buque redondo, cuadro o de cruz: la embarcación cuyas vergas forman ángulo recto con los palos.
- Buque latino: el que usa velas triangulares o casi de esta figura envergadas en entenas.

### Por su uso
- Buque blindado: el que está forrado interior o exteriormente de planchas, de hierro forjado o de acero, cuyo espesor varía en cada caso particular.[22]
- Buque de cabotaje: el que se dedica al comercio de puntos no muy distantes y que navega casi siempre a vista de tierra.
- Buque de transporte: el del Estado, destinado a la conducción de tropas, municiones o víveres.

- Buque de travesía: la embarcación que hace viajes durante los cuales pierde de vista la tierra por muchos días.